# Platydema europaeum
| |                           |
| Abb. 1: Seitenansicht | Abb. 2: von schräg hinten |
| |                           |
| Abb. 3: Larve (A) mit Details: B: Oberkiefer C, rechts teil- weise koloriert: blau: Unterkiefer; grün: Kiefertaster; rot:Lippentaster, D: Bein E: Körperende seitlich F: Fühler nach Perris |                           |

Platydema europaeum ist ein Käfer aus der Familie der Schwarzkäfer und der Unterfamilie Diaperinae. Die Gattung Platydema umfasst weltweit 62 Arten, von denen vier in Europa anzutreffen sind.

## Körperbau des Käfers
Der ziemlich flache Käfer wird fünf bis sechs Millimeter lang. Er ist oval, die Oberseite matt schwarz und kahl. Fühler und Beine sind rostrot.
Der Kopf ist im Vergleich mit Platydema violaceum etwas schmaler und am Vorderrand stärker gerundet. Die elfgliedrigen Fühler erreichen fast den Hinterrand des Halsschilds. Sie verbreitern sich ab dem fünften Glied. Die letzten drei Glieder sind untereinander etwa gleich groß und breiter als lang. Die Spitze des Oberkiefers ist gespalten. Das Endglied der Kiefertaster ist groß und leicht beilförmig, das Endglied der Lippentaster eiförmig. Die Oberlippe ist mit einer glänzenden Gelenkhaut mit dem Kopf verbunden. Die Augen sind groß und gewölbt und vorn durch die Wangen ausgerandet.
Der Halsschild ist breiter als lang und an der Seite fein und glatt gerandet. Er ist an der Basis am breitesten und verengt sich nach vorn kräftig. Die Vorderecken sind rechteckig, nur die äußerste Spitze ist abgerundet; die Hinterecken sind spitzwinklig. Sowohl der Vorderrand als auch die Basis des Halsschilds sind zweibuchtig. Der Halsschild ist fein aber deutlich punktiert, im Längsschnitt nicht gewölbt, im Querschnitt leicht gewölbt.
Die Deckflügel sind mehr als eineinhalb mal so lang wie zusammen breit. Die Schulterbeulen sind gut entwickelt. Jede Flügeldecke trägt acht subtile und kaum eingesenkte Punktstreifen, die nach außen markanter ausgebildet sind. Auch der achte Streifen an der Seite der Flügeldecken ist vollständig. Die Intervalle zwischen den Punktstreifen sind ziemlich flach und fast unmerklich punktiert. Die Flügeldecken sind nur sehr schwach gewölbt, beide Seitenränder sind von oben betrachtet gut sichtbar.
Die Unterseite ist oft rötlich getönt. Sie ist kräftig punktiert und zeigt auf dem Hinterleib feine Längsstreifen. Die Mittelbrust ist vorn tief V-förmig ausgerandet. In der Ausrandung sitzt ein hinten erhöhter und zugespitzter Fortsatz der Vorderbrust. Die Tarsen des vorderen und mittleren Beinpaars sind fünfgliedrig, die Hintertarsen viergliedrig. Das erste Tarsenglied ist dünn und länger als das zweite und dritte gemeinsam.

## Bemerkungen zum Namen
Die Art wurde zuerst von Perroud in Spanien gefunden und Diaperis Petitii genannt, unabhängig davon nannte Godet im Kaukasus gefundenen Exemplare Phloeobia agilis. Beide beschrieben den Käfer jedoch nicht und so trägt er heute den Namen der Erstbeschreiber, die die Art in Südfrankreich fanden und unter dem Namen Platydema europaea beschrieben. Die Erstbeschreibung geschah im Rahmen der Aufteilung der Gattung Diaperis durch Laporte de Castelnau und Brullé 1831. Die Arten, deren Kiefertaster dreieckig bis beilförmig und deren Fühler beidseitig erweitert sind, fassten sie in der Gattung Platydema zusammen. Als Erklärung der Etymologie geben sie selbst an, dass der Name von altgr. πλατύς „platýs“ für „breit, flach“ und δέμας „démas“ für „Körper“ abgeleitet ist. Der im Gegensatz zur Restgattung Diaperis flache Körperbau ist bei Platydema europaeum besonders deutlich ausgebildet.
Als 17. Art der neuen Gattung beschrieben die Autoren Platydema Europaea in Kenntnis der Namen von Perroud und Godet. Es darf vermutet werden, dass der Artname europaea vergeben wurde, weil bei der Beschreibung  bereits Exemplare aus Spanien, aus Südfrankreich und aus dem Kaukasus bekannt waren. Dabei wurde jedoch übersehen, dass das Geschlecht des Substantivs δέμας (démas) Neutrum ist, und dem Epitheton die weibliche Endung gegeben wurde.

## Larve
Die unbehaarte und ledrige Larve des letzten Stadiums (Abb. 3A) misst acht Millimeter. Sie ist schmal, im ersten Drittel nur wenig breiter als in der Mitte und wird im letzten Drittel nur wenig schmaler. Die Oberseite ist gewölbt und matt braun, die Ränder der Segmente rötlich. Die Unterseite ist lebhaft rötlich und besonders im Brustbereich eingedrückt.
Der Kopf ist so breit wie das erste Brustsegment. Er ist lebhaft rot, ziemlich gewölbt, an den Seiten fast gerade. Er trägt einige kleine Haare. Er ist vorn sehr fein, auf der Stirn kräftiger und dichter punktiert. Vorn trägt er zwei feine Furchen, die ein „V“ bilden. Der Vorderrand ist breit und wenig tief ausgebuchtet. An den Enden der Einbuchtung sitzt je ein kleiner Tuberkel. Die Oberlippe hat die Form einer querliegenden Halbellipse und weist zwei flache Grübchen auf. Die kräftigen Oberkiefer (Abb. 3B) sind lebhaft rot, die Enden schwärzlich. Sie sind stark gerundet, nach innen gekrümmt und enden zweizähnig. Die Unterkiefer (Abb. 3C, rechts blau) sind vorn fein behaart. Sie erreichen die Spitze des zweiten Glieds der Kiefertaster (Abb. 3C, rechts grün). Diese sind nach innen gebogen und bestehen aus drei gleich langen kurzen Gliedern. Die herzförmige Unterlippe wird von den beiden zweigliedrigen Lippentastern (Abb. 3C, rechts rot) überragt. Die Fühler (Abb. 3F) sind viergliedrig. Das Basisglied ist kurz und dick, das zweite deutlich länger. Das dritte Glied ist länger als die ersten beiden gemeinsam und nach außen keulenförmig verdickt. Das schlanke Endglied ist etwas kürzer als das zweite und trägt ein langes und zwei oder drei kurze Haare. Die Augen bestehen aus je vier Ozellen nahe der Einlenkung der Fühler. Drei Ozellen sind länglich und stehen in Reihe, eine vierte, größere Ozelle steht unter der vordersten.
Der erste Brustabschnitt ist etwa so lang wie die beiden anderen zusammen. Alle drei tragen seitlich je ein Haar und oberseits eine mittig gelegene Längsfurche, die sich auf den Hinterleib fortsetzt und dort schwächer wird. Außerdem tragen sie ein Netz aus sehr feinen Runzeln. Die Beine (Abb. 3D) sind viergliedrig mit einer pfriemenförmigen Klaue. Die Schienen tragen unterseits lange stachelförmige Haare.
Der Hinterleib besteht aus neun Abschnitten, deren erste acht in Form und Oberflächenstruktur den Brustsegmenten gleichen. Das neunte Glied (Abb. 3E) ist kleiner, konisch und mit einigen Haaren sowie nahe dem Ende beiderseits je einem kleinen kegelförmigen Stachel versehen. Darunter befindet sich ein tief geteilter Fortsatz, der sich bei der Fortbewegung auf den Untergrund stützt und sonst die Analöffnung verschließt.
Die Larve unterscheidet sich von der Larve von Platydema violaceum dadurch, dass bei europaeum das letzte Dorsalsegment weniger spitz endet als bei violaceum und am Hinterrand vier längere Haare, nicht zahlreiche Borsten trägt.

## Puppe
Am Vorder- und Seitenrand der Vorderbrust befinden sich Tuberkel, auf denen je ein kleines Haar entspringt. An jeder Seite der Hinterleibssegmente befindet sich unter der Membran eine Erhebung, die in zwei ungleich große Lappen geteilt ist, die jeweils ein Haar tragen. Das letzte Abdominalsegment trägt einige Haare. Es endet mit zwei Anhängen. Diese sind spitz, konisch, einander genähert und entfernen sich nur wenig voneinander.

## Biologie
Larven und Käfer leben in Baumschwämmen und unter loser Baumrinde verschiedener Kiefernarten.
Sie ernähren sich von den hier wachsenden Pilzen. Die Verpuppung findet in einem locker gewebten elliptischen rotgelben Kokon statt.

## Verbreitung
Die Art ist in Spanien, Südfrankreich, Korsika, Italien, Südtirol, Kroatien und Griechenland verbreitet. Der bei der Erstbeschreibung erwähnte Fund aus dem Kaukasus spiegelt sich bei Fauna Europeae nicht wider. Sie erreicht über die ägäischen Inseln die türkische Mittelmeerküste.